# Pizamar
Pizamar (staroislandzkie Pizamarr) – bóstwo słowiańskie czczone na Rugii. Jego posąg został obalony przez Duńczyków 1168 razem z posągami innych bogów na Rugii. Wymieniony on jest tylko w Knýtlinga saga, która nie podaje jednak funkcji boga ani jego wyobrażenia. Współcześnie jego imię odczytywane jest jako Paczymir, Paczemir.
W Gesta Danorum oraz Knýtlinga saga opisywany jest podbój Rugii przez Duńczyków. Oba źródła opisują zniszczenie świątyni Świętowita w Arkonie, następnie świątyń Rujewita, Porewita i Porenuta w Korzenicy. Knýtlinga saga jednak wymienia dalsze podboje, których nie opisuje już Gesta Danorum, i wymienia boga Pizamara, który był czczony w pobliskim grodzie Asund, identyfikowanym z Zagardem nad Czarnym Jeziorem:

Piąty bóg nazywał się Pizamar z miejsca zwanego Asund i został zniszczony przez ogień. Był też Tjarnaglofi, ich bóg zwycięstwa, który towarzyszył im w kampaniach wojskowych. Miał srebrne wąsy i stawiał opór dłużej niż inni, ale jego również udało się po latach dostać. W sumie podczas tej wyprawy ochrzczono pięć tysięcy.

Panuje powszechna zgoda, że islandzkie -marr odpowiada słowiańskiemu przyrostkowi -mir (prasłowiańskie ‎*-mirъ) znajdującemu się w wielu imionach, które zostało dostosowane do staroislandzkiego systemu fonetycznego, kontrowersje sprawiał jednak odczyt pierwszego fragmentu teonimu. Pierwszą literę na ogół odczytywano jako ⟨b⟩ lub ⟨w⟩: Aleksander Brückner odczytywał imię jako Wszemir lub Wyszemir, inni odczytywali je jako Bezmir lub Bezmiar, Běsomar, Bisomir, Bisomar, Bjessamar, Pečimir, a także jako kontynuant prasł. ‎*bez(ъ)měrъ ‘nieograniczona siła’.
Takie etymologie mają jednak wady. Słowiańskie słowa zaczynające się [w] w staroislandzkim zapisywano przez początkowe ⟨w⟩ lub ⟨v⟩ (por. sisl. warta ← słow. ‎*vor(o)ta, sisl. Waldimarr ← słow. ‎*Vol(o)dimār itd.), a słowa zaczynające się na [b] także zapisywano z początkowym ⟨b⟩ (por. sisl. Burisleif ← słow. ‎*Boleslavъ). Ponadto słowiańskie słowa zaczynające się na [p] zawsze zapisywano z początkowym ⟨p⟩ (por. sisl. polydi ← słow. ‎*poľudje, sisl. Palteskija ← słow. ‎*Polteskъ). Odczyty, które zawierają początkowe ⟨b⟩ lub ⟨w⟩/⟨v⟩ należy uznać za nieuzasadnione.
Według Michała Łuczyńskiego możliwe jest poprawne odczytanie teonimu poprzez analizę zapożyczeń. W staroislandzkich pożyczkach ze słowiańskiego ⟨z⟩ może oddawać słowiańskie [c] (por. sisl. dyfliza ← słow. ‎*tīmīnica, ⟨š⟩ por. sisl. kaza ← słow. ‎*kaša), lub ewentualnie [s]. To pozwalałoby rekonstruować człon jako *Pica-, *Piša-, lub *Pisa-. W pożyczkach do staroislandzkiego słowiańskie [o] czasami po spółgłosce było oddawane jako ⟨a⟩ (por. sisl. sabaló ← słow. ‎*sobolji, sisl. taparöks ← słow. ‎*topor- itd.), a to pozwalałoby na rekonstrukcję członu jako *Pico-, *Pišo-, lub *Piso-. Z analizy pożyczek imion słowiańskich wynika, że litera ⟨i⟩ w staroislandzkim oprócz tego, że odpowiada słowiańskiemu [i] oraz [y], odpowiada także [ě] (por. sisl. Zytzebor (z wymianą i ↔ y) ← staropołabski *Sieciebor). To pozwalałoby na rekonstrukcję teonimu jako *Pěcomirъ, *Pěšomirъ, lub *Pěsomirъ. Formy z [s] lub [š] należy odrzucić, gdyż nie ma poświadczeń tego typu imion w językach słowiańskich. W materiałach znajdują się za to imiona podobne do formy *Pěcomirъ, np. wielkomorawskie imię Pačemirъ (IX w.), czy starosłoweńskie imię żeńskie Pačemira (IX-X w.). Połabski teonim brzmiałby więc *Pěčomirъ i byłby wariantem fonetycznym imienia *Pačemirъ (spolszczone jako Paczymir) z przegłosem a → e i wymianą -e- na -o-, natomiast [č] ubezdźwięczniło się do [c] w języku staroislandzkim. Imię ‎*Pačemirъ składa się z prasł. ‎*pače ‘bardziej’ i przyrostka ‎*-mirъ, a całe imię oznaczałoby ‘bardziej spokojny’, ‘niech będzie (bardziej) spokojny’, ‘niech ma więcej spokoju (miru)’, i byłoby imieniem życzeniowym.
Według Łuczyńskiego nazwa ta mogła dotyczyć się Świętowita (-Rujewita), która miała załagodzić żywiołowy charakter boga. Henryk Łowmiański uznał natomiast, że było to imię „znakomitego zmarłego”, który przypadkowo został uznany przez kronikarza za bóstwo.